# Fissidens eschowensis
Fissidens eschowensis là một loài Rêu trong họ Fissidentaceae. Loài này được Broth. & Bryhn mô tả khoa học đầu tiên năm 1911.